# Phil Noto
Phil Noto est un peintre et artiste de bandes dessinées américain qui est connu pour son travail sur des titres tels que Jonah Hex, X-23, Uncanny X-Force et plus récemment, Black Widow. Son travail sur The Infinite Horizon (un récit moderne de L'Odyssée) avec Gerry Duggan lui a valu une nomination pour l'Eisner de la meilleure nouvelle série. Noto a également travaillé comme concepteur artistique pour des jeux vidéo tels que BioShock.
Noto a fréquenté la Ringling School of Art & Design pendant trois ans avant de faire un stage chez Disney. Ce stage s’est transformé en une carrière de dix ans en tant que restaurateur d'œuvres d’animation, notamment Le Roi lion, Pocahontas, Le Bossu de Notre-Dame, Mulan, Tarzan, Lilo & Stitch et Frère des ours. Il travaille ensuite pour Marvel, DC, Image et Dark Horse.
Noto décrit son style comme « classique » et cite Adam Hughes, Robert McGinnis, Mike Mignola et Alex Toth comme ses principaux modèles.